# Crotalaria senegalensis
Crotalaria senegalensis là một loài thực vật có hoa trong họ Đậu. Loài này được (Pers.) DC. miêu tả khoa học đầu tiên.